# Summer Bishil
Summer Yasmine Bishil (Pasadena, 17 de julho de 1988) é uma atriz norte-americana. Ganhou notoriedade com seus papeis como Jasira Maroun no filme Towelhead (br: Tabu) e como Taslima em Crossing Over (br: Território Restrito). Atualmente é conhecida por interpretar Margo Hanson na série de fantasia The Magicians, do canal SyFy.

## Carreira
| Cinema    | Cinema                  | Cinema                       | Cinema           |
| Ano       | Título original         | Título em português          | Papel            |
| --------- | ----------------------- | ---------------------------- | ---------------- |
| 2006      | Return to Halloweentown | br: Regresso a Halloweentown | Aneesa (para TV) |
| 2007      | Towelhead               | br: Tabu                     | Jasira Maroun    |
| 2009      | Crossing Over           | br: Território Restrito      | Taslima Jahangir |
| 2010      | Public Relations        |                              | Sara             |
| 2010      | The Last Airbender      | br: O Último Mestre do Ar    | Azula            |
| 2010      | Mooz-lum                | Mooz-lum                     | Iman             |
| Televisão |                         |                              |                  |
| Ano       | Título                  | Papel                        | Episódios        |
| 2005      | Days of Our Lives       | Stacey                       | 1 episódio       |
| 2006      | Just for Kicks          | Stacey                       | 1 episódio       |
| 2006      | Drake & Josh            | Tabitha                      | 1 episódio       |
| 2006      | Hannah Montana          | Rachel                       | 1 episódio       |
| 2009      | Three Rivers            | Karen Rollins                | 1 episódio       |

### Prêmios e indicações
| Prêmios | Prêmios   | Prêmios                   | Prêmios            | Prêmios   |
| Ano     | Resultado | Premiação                 | Categoria          | Título    |
| ------- | --------- | ------------------------- | ------------------ | --------- |
| 2008    | Indicada  | Independent Spirit Awards | Melhor atriz       | Towelhead |
| 2008    | Vencedora | Young Hollywood Awards    | Para ficar de olho | Towelhead |